# Sanzey
Sanzey település Franciaországban, Meurthe-et-Moselle megyében. Lakosainak száma 148 fő (2022. január 1.). Sanzey Lagney, Ménil-la-Tour, Royaumeix és Trondes községekkel határos.

## Népesség
A település népessége az elmúlt években az alábbi módon változott:
| Lakosok száma | 100  | 91   | 119  | 138  | 137  | 131  | 144  | 152  | 154  | 148  |
|               | 1968 | 1982 | 1990 | 2006 | 2013 | 2015 | 2017 | 2019 | 2020 | 2022 |